# 5797 Bivoj
5797 Bivoj (1980 AA) là một thiện thạch Amor được phát hiện vào ngày 13 tháng 01 năm 1980 bởi A. Mrkos tại Klet.

## Link ngoài
- JPL Small-Body Database Browser ngày 5797 Bivoj